# Bokn
Bokn és un municipi situat al comtat de Rogaland, Noruega. Té 865 habitants (2016) i la seva superfície és de 47.16 km². El centre administratiu del municipi és el poble de Føresvik.